# Kongal (imię)
Kongal czy też Komgal – imię męskie pochodzące z języka celtyckiego. Znaczy tyle co 'mężny jak wilk', lub 'współuczestnik w walce'.
Odpowiednikami w innych językach są:
- łacińskie Congallus, Comgallus
- angielskie Congal, Conghal, Comghall, Coval

Patronem imienia jest św. Kongal - opat z Bangor wspominany 10 maja.